# Lingwa de planeta
A Lingwa de planeta (más néven Lidepla) egy mesterséges nemzetközi segédnyelv, amely a világ legnagyobb beszélőszámmal rendelkező nyelvein alapul: az arab, a mandarin, az angol, a francia, a német, a hindi, a perzsa, a portugál, az orosz és a spanyol nyelv.
A Lidepla fő gondolata egy harmonikus egész a legelterjedtebb és legbefolyásosabb nemzeti nyelvek alapján. A szándék az, hogy legyen valami közös a legtöbb ember anyanyelvével. A különböző forrásnyelvekkel a világ minden tájáról ez az egyik utólagos nyelv.
A nyelv fejlesztését 2006-ban az oroszországi Szentpéterváron kezdte meg egy rajongócsoport Dmitrij Ivanov projektvezetővel. A nyelv alapváltozata 2010 júniusában jelent meg.

## Példaszöveg
Miatyánk Lideplául:
Nuy Patra kel es pa swarga,
hay Yur nam fa-sante,
hay Yur reging lai,
hay Yur vola fulfil
i pa arda i pa swarga.
Dai ba a nu nuy pan fo jivi sedey
e pardoni ba a nu nuy deba,
kom nu pardoni toy-las kel debi a nu.
Bye dukti nu inu temta
e protekti nu fon bada.

Magyarul:
Mi Atyánk, aki a mennyekben vagy,
Szenteltessék meg a Te neved,
Jöjjön el a Te országod,
Legyen meg a Te akaratod,
Amint a mennyben, úgy a földön is.
Mindennapi kenyerünket
add meg nekünk ma,
És bocsásd meg vétkeinket,
Miképpen mi is megbocsátunk
az ellenünk vétkezőknek,
És ne vígy minket kísértésbe,
De szabadíts meg a gonosztól.

## Fordítás
Ez a szócikk részben vagy egészben  a   Lingwa de planeta című angol Wikipédia-szócikk ezen változatának fordításán alapul.  Az eredeti cikk szerkesztőit annak laptörténete sorolja fel. Ez a jelzés csupán a megfogalmazás eredetét és a szerzői jogokat jelzi, nem szolgál a cikkben szereplő információk forrásmegjelöléseként.